# 羊齿囊瓣芹
羊齿囊瓣芹（学名：Pternopetalum filicinum）是伞形科囊瓣芹属的植物，为中国的特有植物。分布于中国大陆的四川、甘肃、陕西、湖北、青海等地，生长于海拔1,500米至3,000米的地区，常生长在林下，目前尚未由人工引种栽培。